# Gulhi
Gulhi ist eine Insel im Osten des Süd-Malé-Atolls im Inselstaat Malediven in der Lakkadivensee (Indischer Ozean).

## Geographie
2014 hatte die Insel mit einer Fläche von etwa 11 Hektar 832 Einwohner.

## Verwaltung
Gulhi gehört zum Verwaltungsatoll Malé Atholhu mit der Thaana-Kurzbezeichnung ކ (Kaafu).